# Molenpad 6-8
Molenpad 6-8 te Amsterdam is een gebouw aan het Molenpad in Amsterdam-Centrum.

## Molenpad
Het Molenpad lag er eerder dan de Amsterdamse grachtgordel. Het was een pad dat in buitenstedelijk gebied lag en leidde naar een molen, die in de omgeving van het Raamplein stond. Begin 17e eeuw begon Amsterdam met die grachtengordel vol te bouwen en kwam het pad binnen de bouwgrenzen te liggen. Het pad ligt sindsdien parallel aan het stuk Leidsegracht tussen Keizersgracht en Prinsengracht. Van de originele bebouwing uit die tijd staat weinig meer overeind, er werd gebouwd, gesloopt, gebouwd etc. Toch bestaan de gevelwanden bijna geheel uit gemeentelijke dan wel rijksmonumenten. 

## Gebouw
Het gebouw werd op 14 juli 1970 ingeschreven in het rijksmonumentenregister; daarvoor viel het al onder monumentenzorg. De omschrijving al daar luidt: 
Koetshuis met bovenwoning. Rechterhelft (nr. 6) twee verdiepingen met punttop, linkerhelft (nr. 8) een verdieping, dwars dak, lijstgevel. Op de verdieping goede roedenverdeling. Alles 19e eeuw
De moderne geschiedenis vanaf 1898 laat alleen nog verbouwingen zien. Zo worden de panden inclusief Molenpad 4 in 1928 verbouwd van remise tot garage; een teken dat er wat veranderde bij de Amsterdamse Rijtuig Maatschappij. Voor die verbouwing werd architect Izaäk Blomhert ingeschakeld, die even later de verbouwing van Molenpad 10-16 begeleidde. De gebouwen zouden later ingericht worden voor de Openbare Bibliotheek Amsterdam, dat toen gevestigd was in Prinsengracht 587 (om de hoek). Toen (1981 en weer samen met nr. 4) werd architect Dik Smeding ingeschakeld. Aan het uiterlijk mocht toen al niet veel meer veranderd worden.
In 2025 zijn de tekenen van een koetsiershuis annex garage nog in de gevel te herkennen. Opvallend is het verschil tussen de gebouwen. Huisnummer 6 heeft het uiterlijk van een pakhuis. Boven de voormalige bedrijfsruimte zijn twee woonetages te zien. Een derde etage is al weggewerkt in de tuitgevel, waarin ook nog een toegang tot de hijsbalk te vinden is. Huisnummer 8 heeft eenzelfde toegang tot de voormalige bedrijfseenheid, maar kent slechts één verdieping met boven de horizontale en uitstekende daklijst een plat dak met dakkapel. Tussen beide voormalige bedrijfsingangen bevindt zich het trappenhuis naar de etages; boven de toegangsdeur is een versierd bovenlicht te vinden.